# Song Jiaoren
Song Jiaoren, född den 5 april 1882 i Taoyuan (Hunan), död den 22 mars 1913 i Shanghai, var en nationalistisk kinesisk politiker som tillhörde Kuomintang och bland annat ledde partiet till seger i Republiken Kinas första val till nationalförsamling 1913.
Song kom från Hunan-provinsen och studerade inledningsvis för att klara proven i det kejserliga examensväsendet. I augusti 1902 träffade han revolutionären Huang Xing med vilken han inledde en livslång vänskap. Huang tvingades snart lämna Kina på grund av sina revolutionära aktiviteter och Song fortsatte hans arbete i hemprovinsen.
Efter att ha lett ett antal misslyckade uppror mot Qing-regeringen tvingades även Song lämna Kina och gick i exil i Japan 1903, där han bland annat studerade vid Hosei- och Wasedauniversiteten. I Japan lärde han också känna den japanske panasiatiske aktivisten Kita Ikki. 1904 bildade Song, Huang och en grupp andra exilkineser från Hunan den revolutionära gruppen Huaxinghui, "Sällskapet för att främja Kina".
Den 20 augusti 1905 deltog han grundandet av Tongmenghui, "Den revolutionära alliansen", i Tokyo som var en sammanslutning av Huaxinghui, Sun Yat-sens Xingzhonghui ("Sällskapet för att uppväcka Kina") och Cai Yuanpeis Fuxinghui ("Sällskapet för att återupprätta Kina") Den nya revolutionära alliansen hade som målsättning att störta Qingdynastin och grundlägga en republik i landet. Sedan kejsardömet störtats i Xinhairevolutionen 1911 genomförde Song omorganiseringen av Tongmenghui till det nationalistiska partiet Kuomintang, som bildades 1912.
Song förde partiet till seger vid valen till Republiken Kinas första nationalförsamling i februari 1913 och förväntades bli utnämnd till landet premiärminister. Han utsattes dock  för ett väpnat attentat på Shanghais norra järnvägsstation den 20 mars 1913 och han avled två dagar senare av sina skador.
Den då sittande presidenten Yuan Shikai anses ha legat bakom mordet.